# 帕西法厄群
帕西法厄群（英語：Pasiphae group）是木星的一群逆行不规则卫星，它们遵循着与帕西法厄（木卫八）相似的轨道并被认为有着共同的起源。
帕西法厄群卫星的半长轴（到木星的距离）在2280万到2410万公里之间（与加尔尼群相似），它们的倾角在144.5°到158.3°之间，偏心率则在0.25到0.43之间。

这张图展示了木星最大的一些不规则卫星。帕西法厄群中的帕西法厄（木卫八）与西诺珀（木卫九）在图中有标识。一个卫星在横轴上的位置表示它与木星的距离，纵轴则表示其轨道倾角。偏心率用黄色条表示，说明卫星与木星的最大和最小距离。圆圈表明一个卫星与其他卫星的相对大小。

帕西法厄群的核心成员包括（负公转周期表示逆行轨道）：
| 名称                   | 直径（公里） | 公转周期（天） |
| ---------------------- | ------------ | -------------- |
| 帕西法厄（木卫八）     | 57.8         | −722.34        |
| 西诺珀（木卫九）       | 35           | −777.29        |
| 卡利洛厄（木卫十七）   | 9.6          | −787.43        |
| 墨伽克利忒（木卫十九） | 5            | −747.09        |
| 奥托诺厄（木卫二十八） | 4            | −719.01        |
| 欧律诺墨（木卫三十二） | 3            | −722.59        |
| 斯蓬德（木卫三十六）   | 2            | −734.89        |

国际天文学联合会为包括帕西法厄群在内的所有逆行卫星保留以-e结尾的名称。

## 起源
帕西法厄群被认为是一颗小行星在被木星捕获后碰撞解体而形成的。原小行星未受到严重破坏：该小行星的直径经计算约为60千米，与木卫八（帕西法厄）大小相近，其保留了原小星体质量的99%。不过这一比例并不包含木卫九（西诺帕）。如果将其包含在内，这个比例将降低至87%。
与加尔尼群与阿南刻群不同的是，帕西法厄群的单一撞击起源假说并未被所有研究证实。这是因为帕西法厄群的卫星虽然在半长轴上相近，但在轨道倾角上却更分散。有人提出木卫九可能不是同一碰撞的产物，而是被木星独立捕获的。该群天体之间的颜色差异（木卫八为灰色，木卫十七和木卫十九为浅红色）也表明该群的起源可能比单一碰撞假说更复杂。 